# Otto Anderson
 Otto Anderson (i riksdagen kallad Anderson i Linköping), född 14 november 1874 i Lästringe församling, död 20 januari 1932 i Vadstena församling, var en handlande och politiker. Han var ledamot av riksdagens andra kammare 1919–1920 och tillhörde Socialdemokraterna. 